# Avenue de Friedland
Avenue de Friedland [avəˌnyde friːed'-lɑ̃nt] ist der Straßenname einer 630 Meter langen Straße im 8. Arrondissement von Paris, die zu den 12 sternförmig von der Place Charles-de-Gaulle ausgehenden Straßen gehört.

## Lage
Die Avenue de Friedland liegt im 8. Pariser Arrondissement und verbindet den Boulevard Haussmann mit der Place Charles-de-Gaulle, von dort bildet die Avenue Foch ihre westliche Verlängerung. Sie führt direkt auf den Triumphbogen zu, bildet die Verlängerung des Boulevard Haussmann und verläuft von der Rue du Faubourg Saint-Honoré und der Rue Washington zur Place Charles-de-Gaulle.
Die Avenue de Friedland wird von der Métro Paris durch die Metrolinie 1, 2 und 6 durch die Haltestelle Charles de Gaulle – Étoile bedient.

## Namensursprung
Zunächst hieß die Straße bis März 1864 boulevard Beaujon (wie auch der Boulevard Haussmann) nach dem Finanzier Nicolas Beaujon, der hier in Nr. 28 ein Haus besaß. Am 2. März 1864 erhielt sie ihren heutigen Namen. Sie ist benannt nach der Schlacht bei Friedland am 14. Juni 1807, in welcher die Franzosen, unter Napoleon Bonaparte, die Russen besiegten.

## Geschichte
Bei ihrem Bau ab dem Jahr 1814 plante die Stadtverwaltung eine Straßenbreite von 40 Metern ein, die damit viele Pariser Boulevards übertraf. Das erste Teilstück wurde am 13. August 1854 zwischen der Rue de Tilsitt und der damaligen Place de l'Étoile eröffnet, das letzte Teilstück eröffnete am 17. Oktober 1857 zwischen der Rue Washington und Rue du Faubourg Saint-Honoré. Die Eröffnung fand aufgrund eines Dekrets des Pariser Stadtbaumeisters Georges-Eugène Haussmann statt. Nachdem am 29. Juli 1836 die Einweihung des Triumphbogens durch den französischen König Louis Philippe stattfand, erging am 13. August 1854 der Befehl zum radikalen Umbau des Platzes. Hierdurch gelangte die Avenue de Friedland erst zur Geltung als eine der sternförmig auf die Place Charles-de-Gaulle zuführenden Straßen.

## Bauwerke

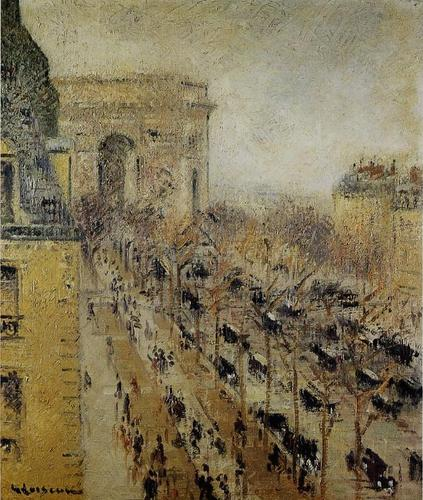
Avenue de Friedland – Gemälde von Gustave Loiseau (1931)
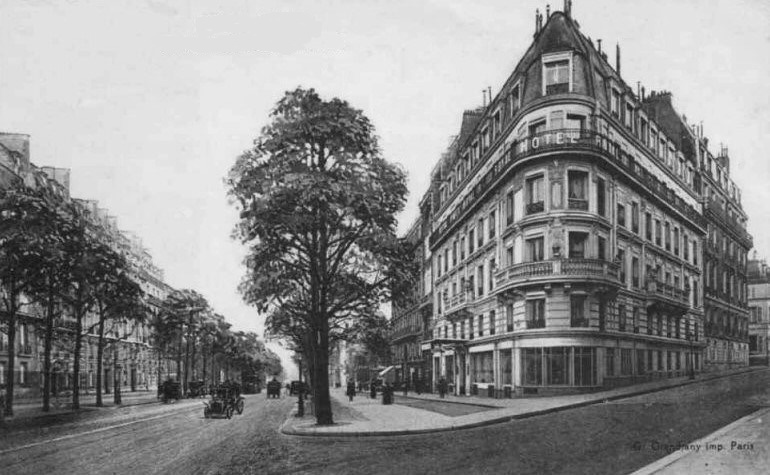
Avenue de Friedland 33 – Royal Hotel (um 1907)
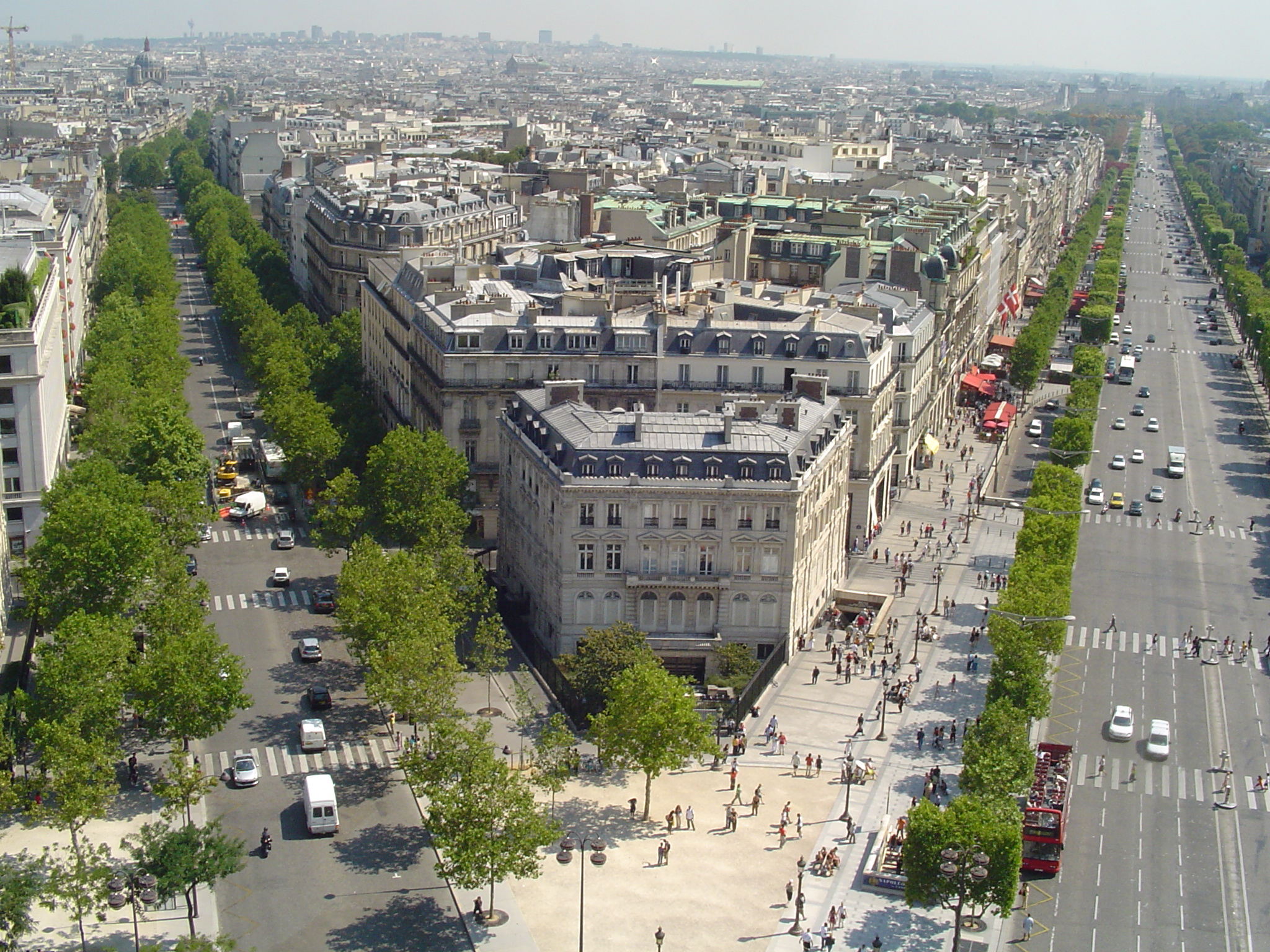
Avenue de Friedland – Blick vom Triumphbogen (links), rechts die Avenue des Champs-Élysées (August 2005)
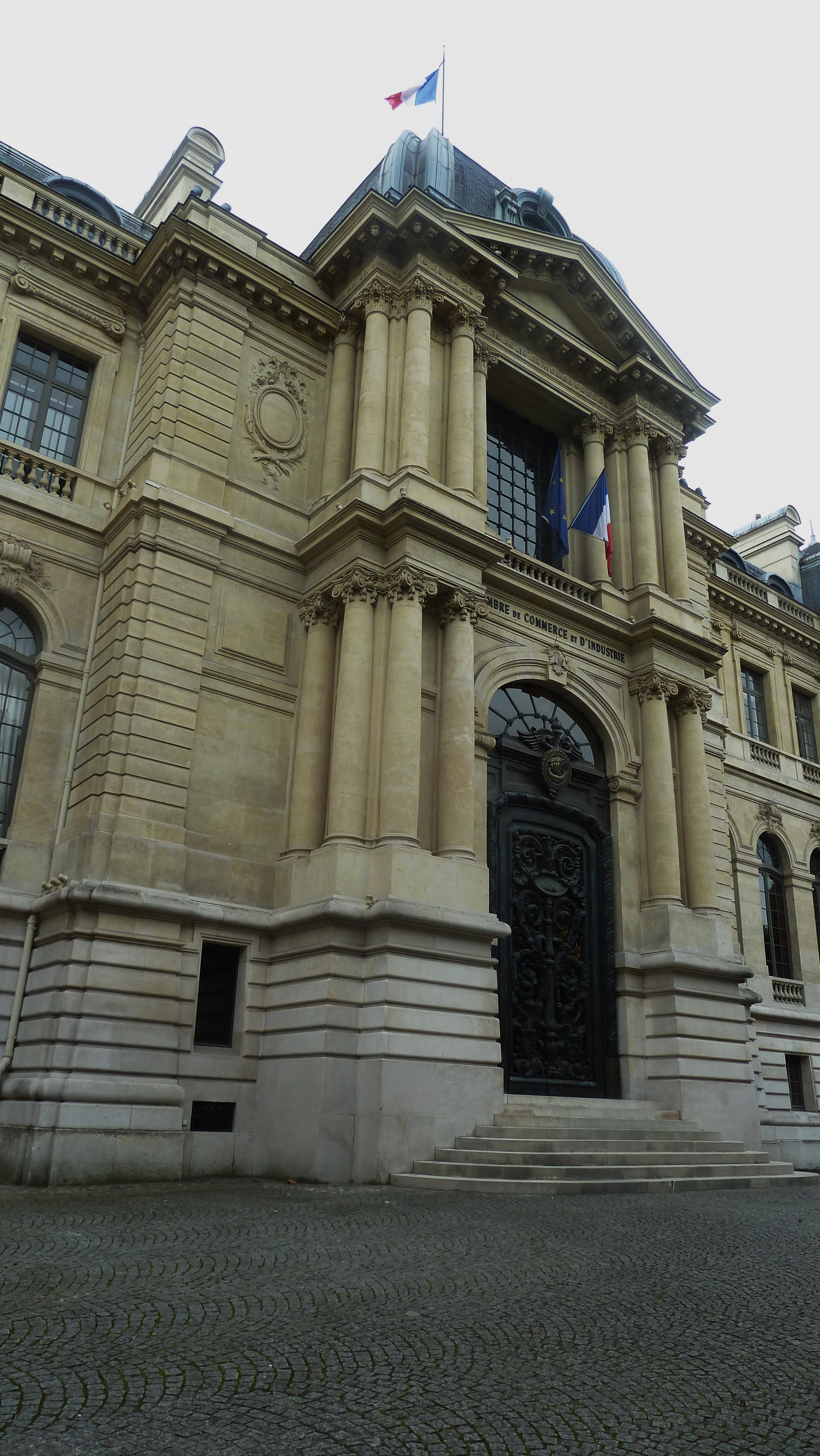
Avenue de Friedland 27 – Eingang Handelskammer (Oktober 2016)
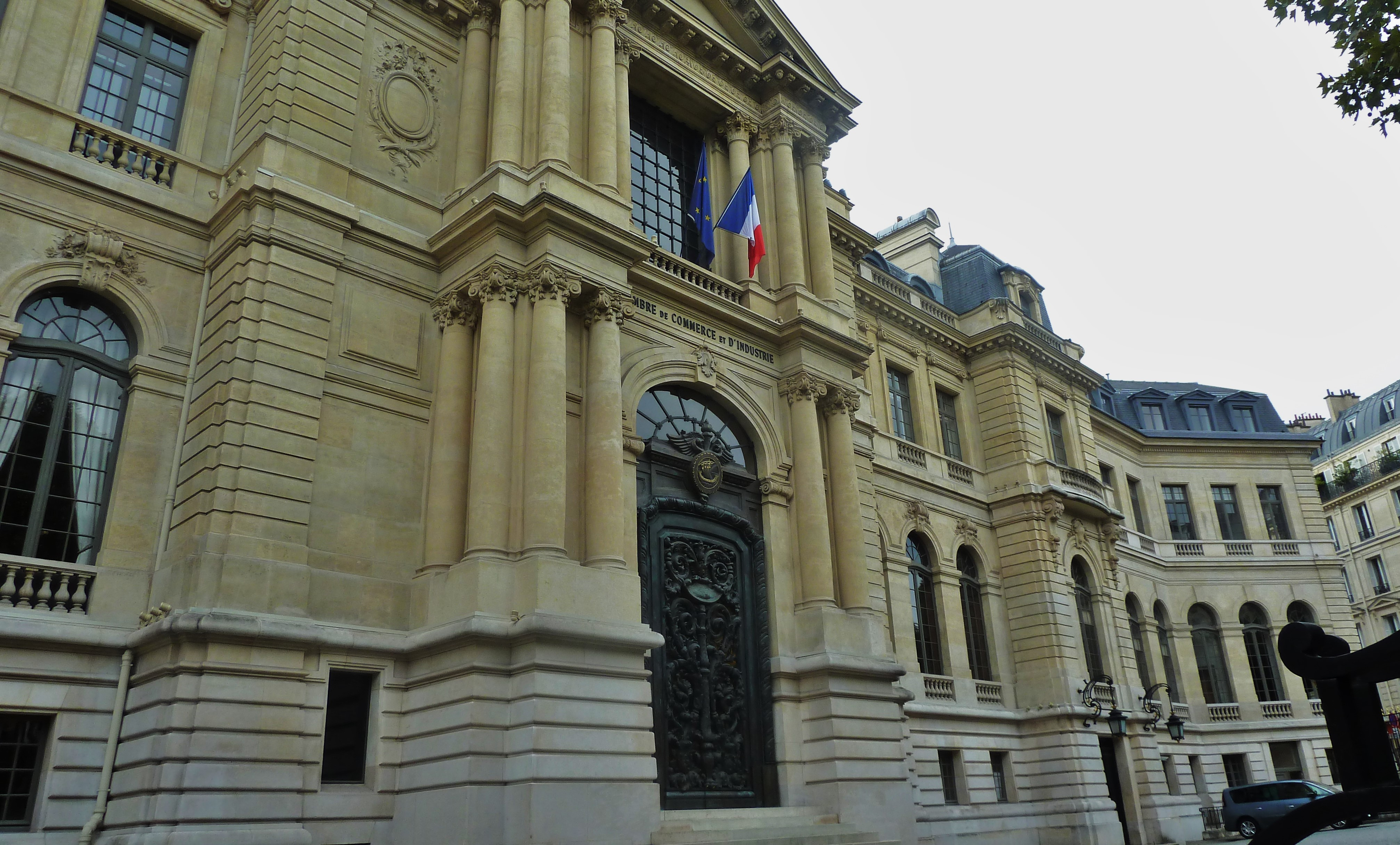
Avenue de Friedland 27 – Handelskammer (Oktober 2016)
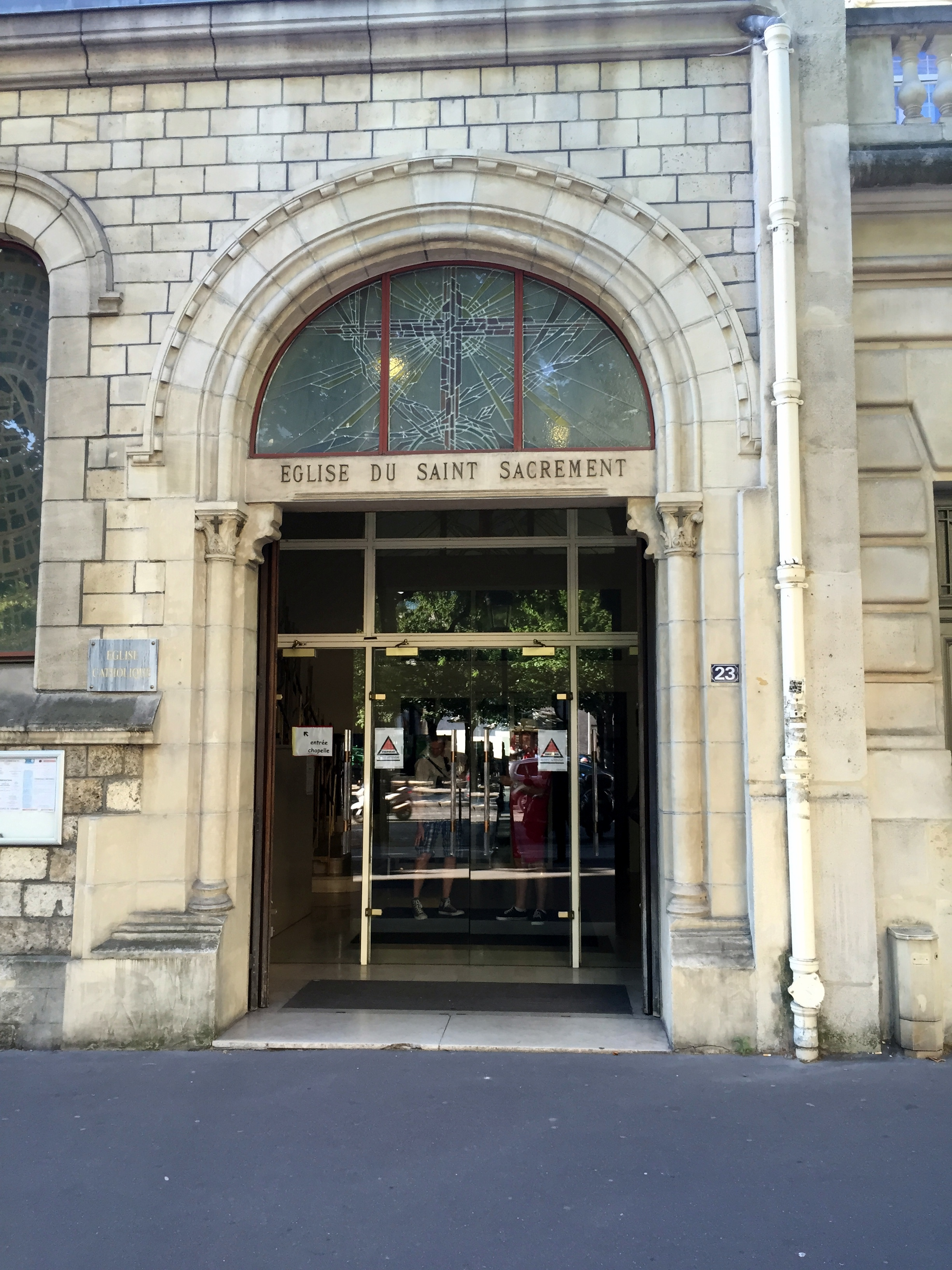
Avenue de Friedland 23 – Eglise du Saint-Sacrement (Juni 2015)
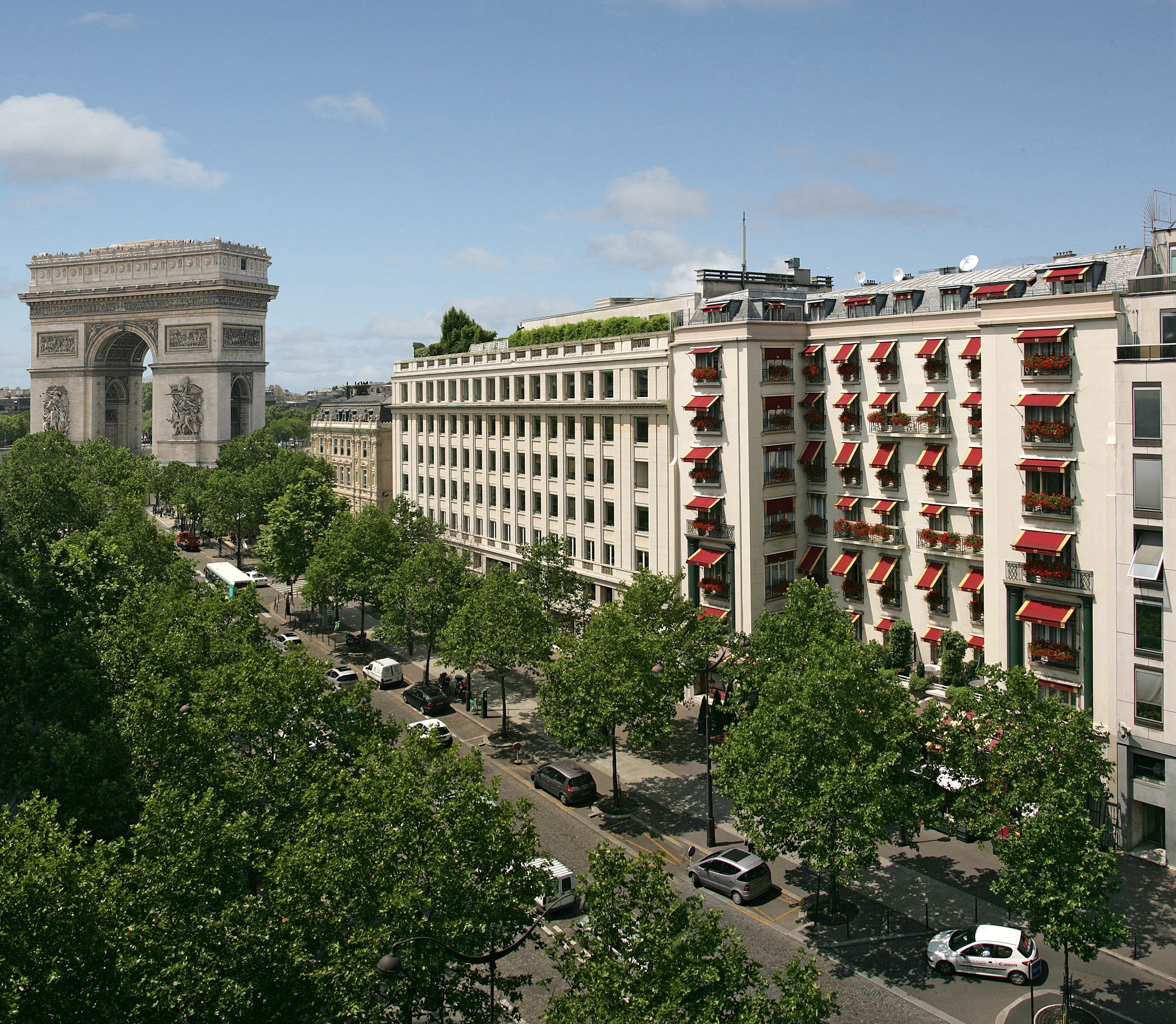
Avenue de Friedland 40 – Hotel Napoleon (Oktober 2008)
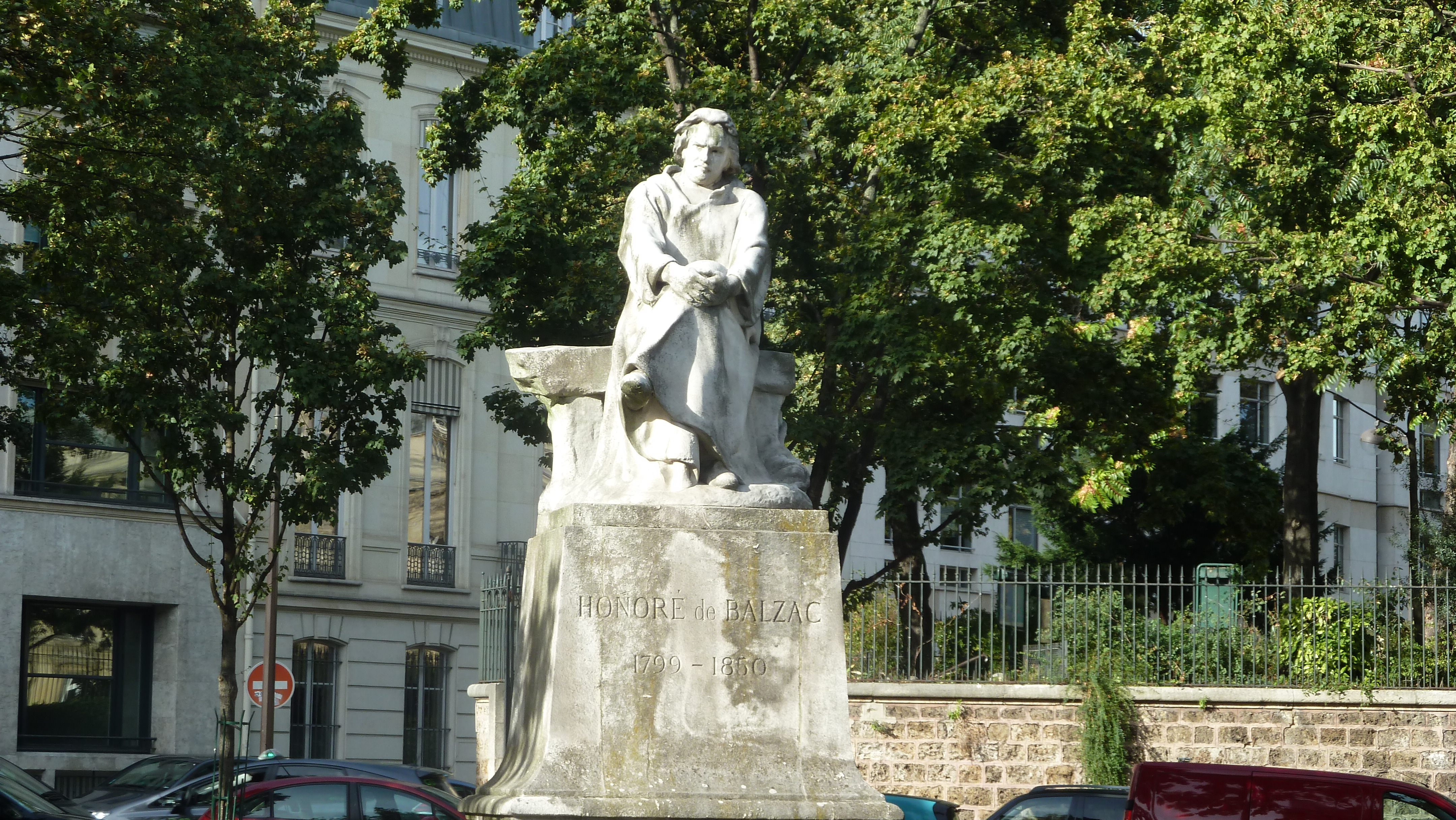
Avenue de Friedland – Denkmal für Honoré de Balzac (Oktober 2016)
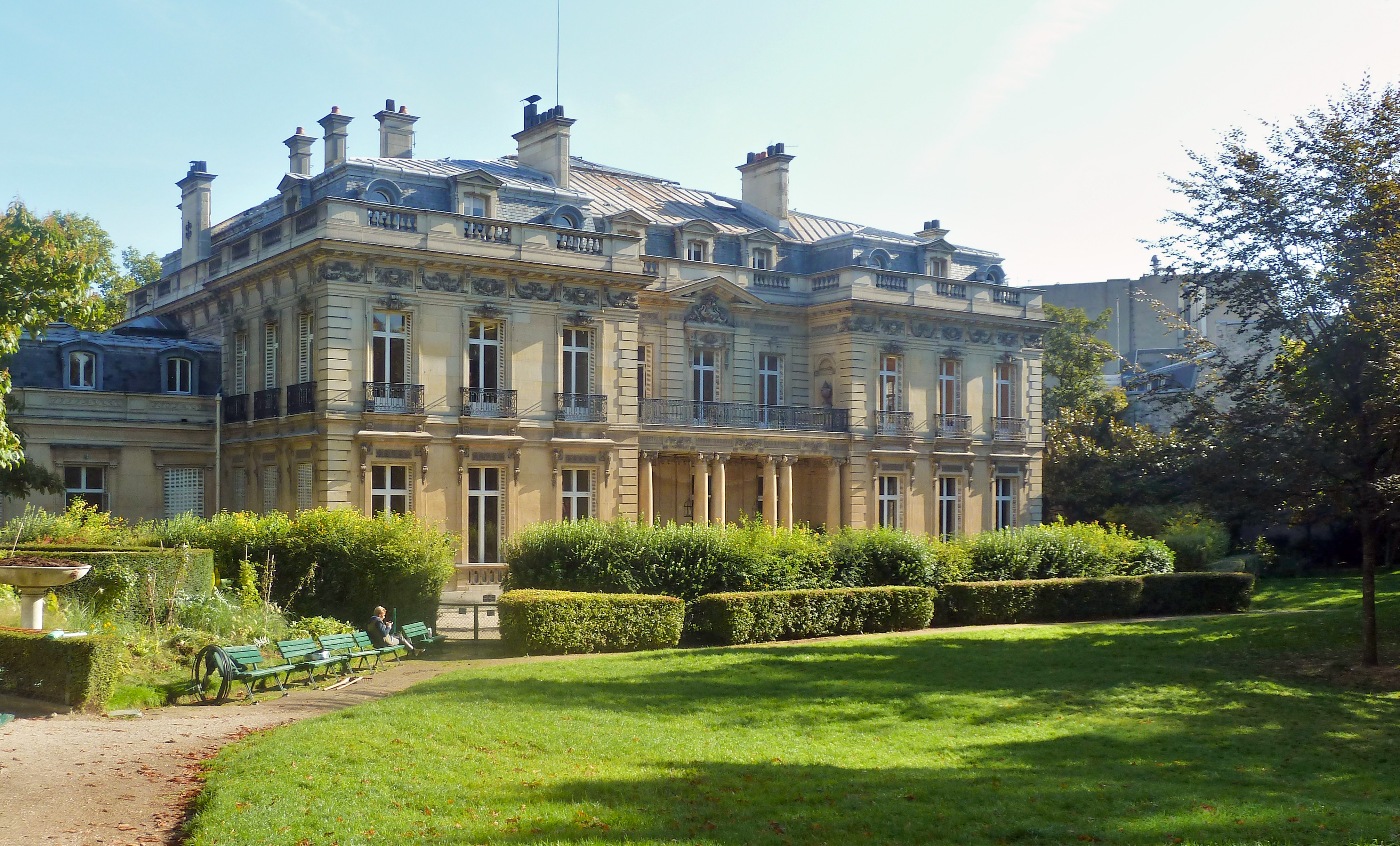
Avenue de Friedland – Palais Salomon Rothschild (Oktober 2016)

In Nr. 12 befindet sich das ehemalige Hôtel particulier (Stadtvilla) des Salomon Rothschild (erbaut zwischen 1873 und 1882) mit einem 4000 m² großen vorgelagerten Park, in Nr. 27 liegt seit 1822 der Sitz der Pariser Industrie- und Handelskammer, dem ehemaligen Hôtel particulier des Félix-Nicolas Potocki (1878–1884). Während Nr. 12 von Léon Ohnet erbaut und im März 2005 in die Liste historischer Monumente aufgenommen wurde, konzipierte Nr. 27 der Architekt Jules Reboul. Die Église du Saint-Sacrement in Nr. 23 ist eine katholische Kirche, die im Jahre 1876 durch die „Bruderschaft des Allerheiligsten Sakraments“ (französisch Pères du Saint-Sacrement) bezogen werden konnte und als Teil des benachbarten Hôtel Potocki galt. An der Straße liegen zwei historische Hotels. In Nr. 33 steht das 1906 erbaute Le Royal Hôtel, in Nr. 40 das 1928 erbaute Hôtel Napoléon. Am 23. November 1902 stellte die Stadt an der Ecke zur rue Balzac ein im April 1899 von Alexandre Falguière geschaffenes Denkmal von Honoré de Balzac auf, das sie einer „monströsen“ Balzac-Statue von Auguste Rodin vorzog.